# Grenoble

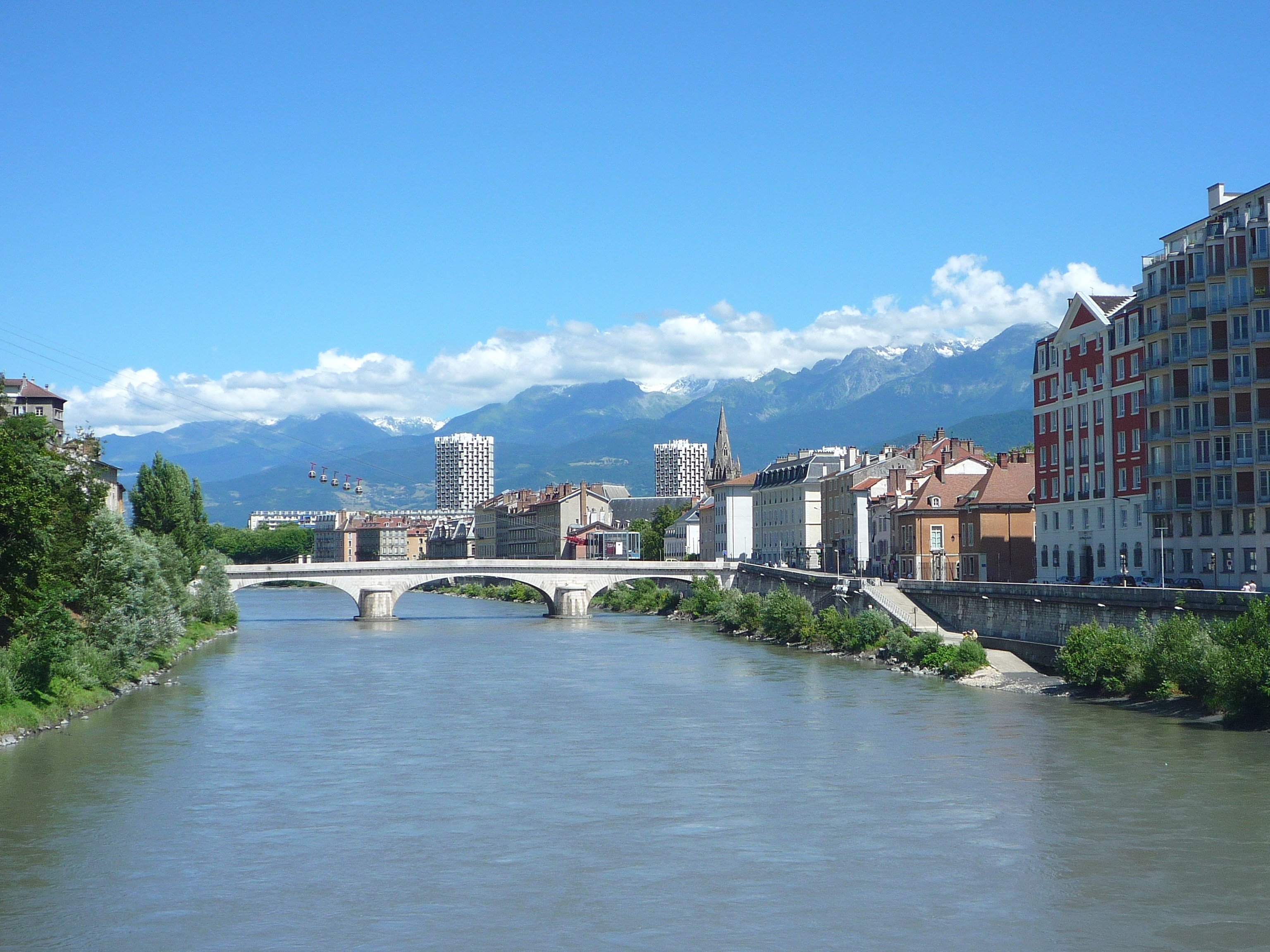
Grenoble i juli 2009 med floden Isère i förgrunden och bergskedjan Belledonne i bakgrunden

Grenoble är en kommun och huvudort i departementet Isère i regionen Auvergne-Rhône-Alpes i sydöstra Frankrike. År 2022 hade Grenoble 156 389 invånare. I Grenoble hölls de olympiska vinterspelen 1968.

## Geografi
Grenoble ligger i en dalsänka mellan bergsmassiven Vercors, Belledonne och Chartreuse. Eftersom orten ligger mitt i de franska alperna kallas orten ibland i Frankrike för capitale des Alpes ("Alpernas huvudstad"). På grund av sitt utsatta läge mellan bergen blir det under sommarhalvåret väldigt varmt med regelbundna åskskurar som följd. Under juli stänger flera affärer när folk söker sig bort för att slippa värmen. Genom Grenoble går de två floderna Isère och Drac som samflyter strax nordväst om staden.

## Transportmöjligheter
Med snabbtåget TGV tar det en dryg timme att ta sig till Lyon och tre timmar till den franska huvudstaden Paris. Det finns också möjligheter att åka tåg till Turin i Italien och Genève i Schweiz. Grenoble har en egen flygplats, Grenoble-Isère flygplats. Flygplatsen i Lyon (Lyon-Saint Exupéry flygplats) ligger på en timmes avstånd från Grenoble och till Genèves flygplats är det cirka 1 timme och 30 min.

## Historia
- 43 f.Kr. - Grenoble omnämns för första gången.
- 1226 - fick staden sitt första privilegiebrev av den lokale fursten Andrea
- 1349 - införlivades Grenoble tillsammans med sitt furstendöme Dauphiné i Frankrike.
- 1788 oroligheter i Grenoble som tillsammans med andra händelser i Frankrike slutligen leder till den franska revolutionen.
- 1968 de olympiska vinterspelen hålls i Grenoble.

## Universitetsstad
I Grenoble finns flera universitet, och andra utbildnings- och forskningsinstitut. Bl a:
- Université Grenoble-Alpes (det finns en enda universitet 2016)
- Institut national polytechnique de Grenoble (INPG)
- Grenoble École de Management

## Vetenskaplig forskning
- Commissariat à l'énergie atomique (CEA)
- European Synchrotron Radiation Facility (21 medlemsländer, däribland Sverige)
- Institut Laue-Langevin
- Minatec

## Sport
Då Grenoble ligger i de franska alperna finns det goda förutsättningar för utförsåkning. Från busscentralen i Grenoble till skidorter som Chamrousse och Les Deux Alpes tar det mellan 1 och 2 timmar. Det finns även möjlighet till glaciärskidåkning på sommaren.
Grenoble Foot 38 spelar säsongen 2008/2009 i Frankrikes högsta liga - Ligue 1. Grenobles ishockeyklubb, Brûleurs de Loups de Grenoble, är ett av Frankrikes bästa ishockeylag och spelar i Frankrikes högsta liga Ligue Magnus. Stade Lesdiguières

## Befolkningsutveckling
Antalet invånare i kommunen Grenoble
Referens:INSEE

## Vänorter
Grenoble har 19 vänorter:
- Betlehem, Palestinska myndigheten, sedan 2010
- Catania, Italien
- Chișinău, Moldavien
- Constantine, Algeriet
- Corato, Italien
- Essen, Tyskland, sedan 1961
- Halle an der Saale, Tyskland, sedan 1968
- Innsbruck, Österrike, sedan 1963
- Kaunas, Litauen, sedan 1997
- Oxford, Storbritannien
- Ouagadougou, Burkina Faso
- Oujda, Marocko
- Phoenix, USA, sedan 1979
- Rehovot, Israel
- Sevan, Armenien
- Sfax, Tunisien
- Stendal, Tyskland
- Suzhou, Kina, sedan 2004
- Tsukuba, Japan